# Samson Kiflemariam
Samson Kiflemariam Gashazghi, né le 23 janvier 1984 à Quazien dans la région Maekel, est un coureur de fond érythréen. Il a remporté le titre de champion du monde de course en montagne 2010.

## Biographie
En 2002, il termine 19e junior aux championnats du monde de cross-country, puis dixième sur 10 000 m aux championnats du monde juniors d'athlétisme à Kingston.
En 2004, pour son passage en senior, il termine 29e aux championnats du monde de cross-country et remporte le bronze par équipes. Il prend part aux Jeux olympiques d'été à Athènes sur 5 000 m où il court en 13 min 26 s 97 mais ne passe pas en finale. Puis il termine quinzième aux championnats du monde de semi-marathon.
En août 2005, il participe aux championnats du monde d'athlétisme sur 5 000 m 13 h 31 min 5 s sans aller en finale.
Le 28 mars 2009, il termine 22e aux championnats du monde de cross-country et remporte à nouveau le bronze par équipes.
Il prend le départ des championnats du monde de course en montagne à Kamnik le 5 septembre 2010. Il remporte le titre devant son compatriote Azerya Teklay et remporte également l'or par équipes.
En 2011, il prend part aux Jeux mondiaux militaires sur 10 000 m. Il se qualifie pour la finale avec un temps de 30 min 38 s 02 mais déclare forfait pour cette dernière.
Il court son premier marathon le 20 octobre 2013 à Pékin en 2 h 11 min 56 s.

## Palmarès

### Route/cross
| Année | Compétition                            | Lieu                 | Place | Épreuve          | Temps           |
| ----- | -------------------------------------- | -------------------- | ----- | ---------------- | --------------- |
| 2004  | Championnats du monde de semi-marathon | New Delhi            | 15e   | Semi-marathon    | 1 h 5 min 0 s   |
| 2005  | Championnats du monde de cross-country | Saint-Galmier        | 17e   | Cross-country    | 36 min 50 s     |
| 2005  | Alençon-Médavy                         | Médavy               | 1er   | Course populaire | 48 min 44 s     |
| 2006  | Championnats du monde de cross-country | Fukuoka              | 19e   | Cross-country    | 36 min 41 s     |
| 2006  | Grand Prix de Berne                    | Berne                | 3e    | 10 miles         | 49 min 12 s     |
| 2007  | Jeux africains                         | Alger                | 7e    | Semi-marathon    | 1 h 5 min 15 s  |
| 2007  | Championnats du monde de semi-marathon | Udine                | 16e   | Semi-marathon    | 1 h 0 min 52 s  |
| 2007  | La Voie Royale                         | Saint-Denis          | 2e    | Semi-marathon    | 1 h 2 min 33 s  |
| 2009  | Semi-marathon Marvejols-Mende          | Mende                | 3e    | Course populaire | 1 h 11 min 42 s |
| 2009  | 20 km de Paris                         | Paris                | 4e    | 20 kilomètres    | 59 min 36 s     |
| 2009  | Course Marseille-Cassis                | Cassis               | 4e    | Course populaire | 1 h 1 min 16 s  |
| 2009  | Semi-marathon de Boulogne-Billancourt  | Boulogne-Billancourt | 1er   | Semi-marathon    | 1 h 2 min 50 s  |
| 2009  | Corrida de Noël                        | Issy-les-Moulineaux  | 2e    | 10 kilomètres    | 29 min 12 s     |
| 2010  | Semi-marathon Marvejols-Mende          | Mende                | 3e    | Course populaire | 1 h 13 min 46 s |
| 2010  | Course Paris-Versailles                | Versailles           | 2e    | Course populaire | 49 min 15 s     |
| 2010  | 20 km de Paris                         | Paris                | 4e    | 20 kilomètres    | 58 min 46 s     |
| 2010  | La Voie Royale                         | Saint-Denis          | 3e    | Semi-marathon    | 1 h 2 min 48 s  |
| 2011  | Semi-marathon de Nice                  | Nice                 | 7e    | Semi-marathon    | 1 h 2 min 34 s  |
| 2011  | Course Paris-Versailles                | Versailles           | 2e    | Course populaire | 48 min 2 s      |
| 2011  | 20 km de Paris                         | Paris                | 6e    | 20 kilomètres    | 59 min 32 s     |
| 2013  | Semi-marathon Marvejols-Mende          | Mende                | 3e    | Course populaire | 1 h 12 min 53 s |
| 2013  | Marathon de Pékin                      | Pékin                | 7e    | Marathon         | 2 h 11 min 56 s |

### Course en montagne
| no  | masculin      | Course                                      | Longueur | Départ           | Temps       |
| --- | ------------- | ------------------------------------------- | -------- | ---------------- | ----------- |
| 1re | Médaille d'or | Championnats du monde de course en montagne | 12 km    | 5 septembre 2010 | 56 min 25 s |

## Records
| Épreuve       | Performance     | Date            | Lieu            |
| ------------- | --------------- | --------------- | --------------- |
| 1 500 mètres  | 3 min 52 s 08   | 23 avril 2003   | Alicante        |
| 5 000 mètres  | 13 min 21 s 43  | 4 juin 2004     | Séville         |
| 10 000 mètres | 28 min 8 s 97   | 27 juin 2005    | Prague          |
| 5 kilomètres  | 14 min 3 s      | 15 juin 2008    | Maastricht      |
| 10 kilomètres | 28 min 19 s     | 18 octobre 2009 | Montereau       |
| 15 kilomètres | 44 min 13 s     | 1er mai 2006    | Le Puy-en-Velay |
| 10 miles      | 49 min 13 s     | 13 mai 2006     | Berne           |
| 20 kilomètres | 58 min 47 s     | 10 octobre 2010 | Paris           |
| Semi-marathon | 1 h 0 min 52 s  | 14 octobre 2007 | Udine           |
| Marathon      | 2 h 11 min 56 s | 20 octobre 2013 | Pékin           |